# Jens Fiedler
Jens Fiedler (Dohna, Saxònia, 15 de febrer de 1970) és un ciclista alemany, ja retirat, especialista en pista. En el seu palmarès destaquen cinc medalles als Jocs Olímpics, tres d'elles d'or, entre les edicions de 1992 i 2004. També ha aconseguit nombroses medalles als Campionats del Món de Ciclisme en pista. És un dels últims exemples de l'escola ciclista de la República Democràtica Alemanya.
Es retirà a començaments de febrer de 2005. Unes setmanes més tard, el 26 de febrer de 2005, va donar positiu en amfetamines en una cursa a Manchester, Anglaterra. Fiedler va explicar que el resultat era degut a que havia pres alguns medicaments sense cap cura.
Des del 2009 és gerent de l'equip de pista Team Erdgas.2012 juntament amb Michael Hübner, i del Team TheedProjekt-Cycling des del 2019.

## Palmarès
- 1988
  -  Campió del món júnior en Velocitat
- 1991
  -  Campió del món de velocitat amateur
  -  Campió d'Alemanya en velocitat
- 1992
  -  Medalla d'or als Jocs Olímpics de Barcelona en Velocitat
  -  Campió d'Alemanya en velocitat
- 1993
  -  Campió d'Alemanya en velocitat
- 1994
  -  Campió d'Alemanya en velocitat
  - 1r al Gran Premi de Copenhaguen
- 1995
  -  Campió del món de velocitat per equips (amb Michael Hübner i Jan van Eijden)
  -  Campió d'Alemanya en velocitat
- 1996
  -  Medalla d'or als Jocs Olímpics d'Atlanta en Velocitat
  -  Campió d'Alemanya en velocitat
- 1997
  - Campió d'Europa sub-23 en Velocitat per equips (amb Stefan Nimke i Eyk Pokorny)
- 1998
  -  Campió del món de keirin
  -  Campió d'Alemanya en velocitat
- 1999
  -  Campió del món de keirin
  -  Campió d'Alemanya en velocitat
  -  Campió d'Alemanya en velocitat per equips
- 2000
  -  Medalla de bronze als Jocs Olímpics de Sydney en Velocitat
  -  Medalla de bronze als Jocs Olímpics de Sydney en Keirin
  -  Campió d'Alemanya en velocitat per equips
  -  Campió d'Alemanya en keirin
- 2001
  -  Campió d'Alemanya en velocitat per equips
- 2002
  -  Campió d'Alemanya en velocitat
  -  Campió d'Alemanya en velocitat per equips
  -  Campió d'Alemanya en keirin
- 2003
  -  Campió del món de velocitat per equips (amb Carsten Bergemann i René Wolff)
- 2004
  -  Medalla d'or als Jocs Olímpics d'Atenes en Velocitat per equips (amb Stefan Nimke i René Wolff)
  -  Campió d'Alemanya en velocitat per equips

### Resultats a laCopa del Món
- 1998
  - 1r a Cali i Berlín, en Keirin
  - 1r a Victoria i Berlín, en Velocitat per equips
- 1999
  - 1r a València, en Velocitat per equips
- 2001
  - 1r a Cali, en Velocitat per equips
- 2002
  - 1r a Cali, en Velocitat
- 2003
  - 1r a Sydney, en Keirin
- 2004
  - 1r a Moscou, en Velocitat
  - 1r a Moscou, en Velocitat per equips
  - 1r a Moscou, en Keirin